# Louis Herbette
Pour les articles homonymes, voir Herbette.
François Louis Herbette, né le 26 novembre 1843 à Paris (Seine) et mort le 17 février 1921 à Suresnes (Seine), est un haut fonctionnaire français : préfet, Conseiller d’État, directeur de l’Administration pénitentiaire (1882-1891), vice-président de l’Alliance française, investi dans la défense de la langue française au Canada.

## Biographie

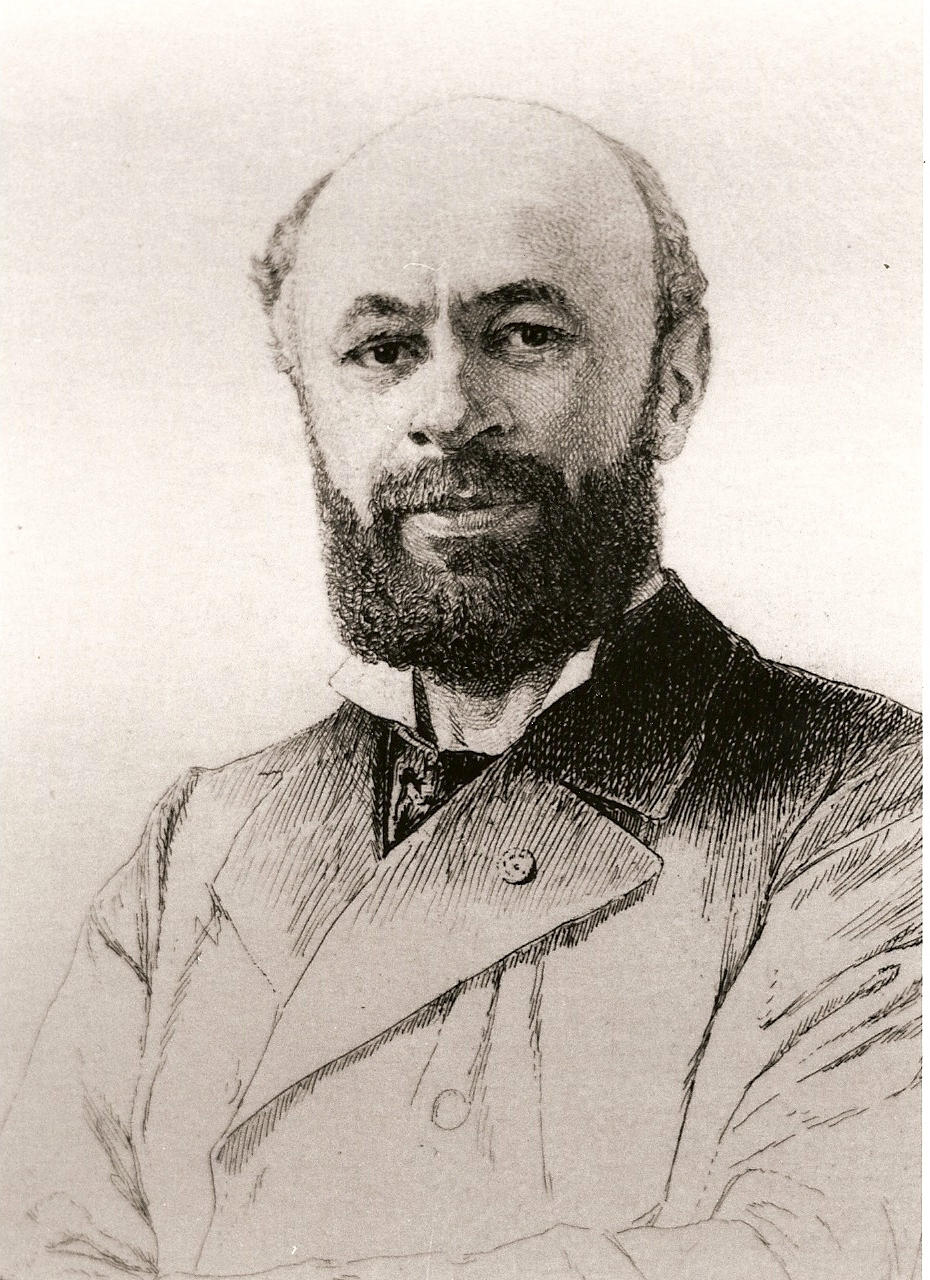
Louis Herbette vers 1895.

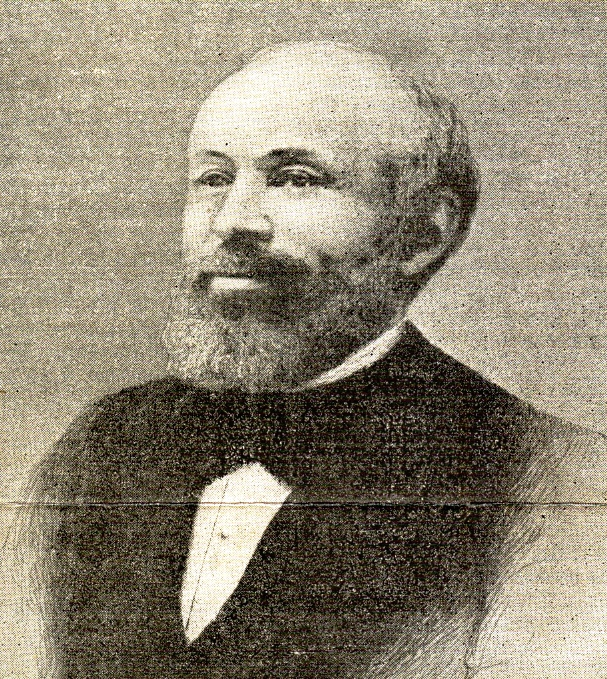
Louis Herbette vers 1903, eau-forte de Jules Lieure.

### Famille
Louis Herbette est le fils de Charles Herbette, grammairien helléniste. Marié en 1877 à Jeanne Barreswil (1850-1885), fille du savant chimiste suisse et philanthrope Charles-Louis Barreswil. Il est le père de Jean Herbette (1878-1960), premier ambassadeur de France en Union Soviétique en 1924, puis ambassadeur de France à Madrid et de François Herbette (1885-1960) économiste. Il est le frère de Jules Herbette (1839-1901) ambassadeur de France à Berlin, l’oncle de Maurice Herbette, ambassadeur de France en Belgique.

### Journaliste et publiciste (1869-1876)
Licencié en lettres et en droit, Louis Herbette s’inscrit au barreau de la cour d’appel de Paris. Républicain, opposant au Second Empire, il fait un mois de prison en 1869 pour délit de presse à la suite de la publication d’une brochure « Vos députés et leurs votes ». Après la proclamation de la République le 4 septembre 1870, il devient sous-directeur au Journal Officiel, chargé des rapports avec le Gouvernement de la Défense Nationale où reste en fonction jusqu’à la chute d’Adolphe Thiers (1873). Il entame alors une carrière de journaliste et de publiciste qui le voit consacrer de nombreux articles à la défense de l’idée républicaine et fonder des publications destinées aux administrations.

### Carrière préfectorale (1876-1882)
En 1876, il entame une carrière administrative et devient préfet de Tarn-et-Garonne (mars 1876). Il est révoqué par le gouvernement de l’Ordre moral lors de la Crise du 16 mai 1877 au cours de laquelle il est désigné comme Secrétaire général du comité des Gauches au Sénat. Après la chute du gouvernement Albert de Broglie, il est nommé préfet de la Somme (avril 1878) puis de la Loire-Inférieure (mars 1879). Son action dans ce département est marquée par l’application des décrets du 29 mars 1880 concernant l'expulsion des congrégations religieuses non autorisées avec l'évacuation spectaculaire du couvent des Capucins de Nantes. Proche du personnel politique, il contribue à l’établissement d’une administration républicaine.

### Directeur de l'Administration pénitentiaire (1882-1891)
En juin 1882, Louis Herbette est nommé directeur de l’Administration pénitentiaire qui dépend alors du ministère de l’Intérieur. Son intense activité administrative est complétée par son action comme commissaire du gouvernement. Il intervient dans les deux Chambres, préside plusieurs congrès internationaux, organise une exposition pénitentiaire lors de l’exposition universelle de Paris (1889). Il collabore avec Alphonse Bertillon sur le sujet de l’anthropométrie et de son application dans l’univers carcéral. Il généralise par deux circulaires (1885) l’identification anthropométrique. Son mandat de 9 années à la tête de l’Administration pénitentiaire vaut à l’institution une hausse de prestige Au Conseil Supérieur des prisons, il fait la connaissance de Victor Schœlcher avec qui il se lie et qu’il accueille l’été dans sa maison de Pornic. Le 2 décembre 1893, il organise une soirée d’hommage à Schœlcher dans sa maison de Houilles peu avant sa mort

### Conseiller d’État (1891-1916)
En 1891, Louis Herbette est nommé Conseiller d’État en service ordinaire. À partir de 1895, Il publie plusieurs études sur la guerre de 1870 et les 25 ans de la République. Son activité au Conseil D’État l’amène à faire la promotion des intérêts et de la culture française, notamment dans le cadre des Expositions Universelles. Il est membre de la commission supérieure de l’Exposition Universelle de Paris (1900), il représente la France à l'Exposition universelle de 1904 (Saint-Louis). À Pornic, dans la Maison du peuple qu’il a fait construire, comme à Paris, dans son hôtel particulier de la rue Fortuny, il accueille de nombreux visiteurs et organise fêtes et réceptions Mais c’est surtout à la promotion de la langue française qu’il consacre ses activités des dernières années notamment au sein de l’Alliance française dont il préside le comité de propagande et où il fonde des conférences hebdomadaires (1904). Son action pour la défense de la langue française l’amène à nouer des liens particuliers avec le Canada français.

## Louis Herbette et le Canada français

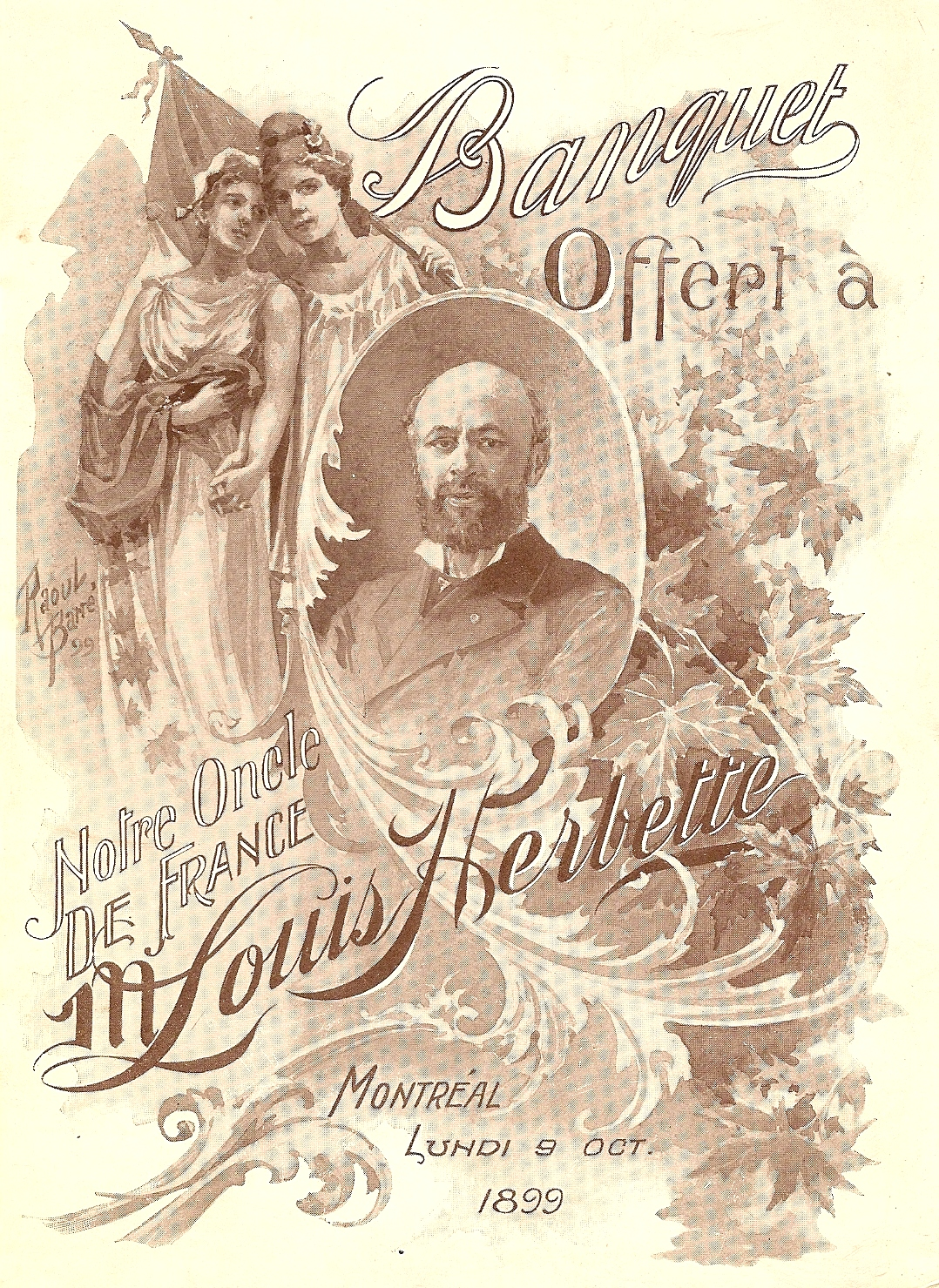
Banquet offert à Louis Herbette, « Notre Oncle De France », Montréal, 9 octobre 1899 - gravure par Raoul Barré.

La signature de Louis Herbette apparaît en 1894 au bas de plusieurs articles publiés par La Patrie, journal de Montréal. Une abondante correspondance avec Louis Honoré Fréchette débute aussi cette année-là, elle ne cessera qu’à la mort du poète en 1908. En 1899, investi d’une mission de promotion des relations scientifiques littéraires et artistiques, il voyage aux États-Unis et au Canada où il est bien reçu dans les milieux libéraux. Il se lie avec Honoré Beaugrand ancien maire de Montréal, journaliste et écrivain propriétaire de La Patrie. De retour à Paris, il donne études et conférences sur le Canada français et facilite l’introduction des femmes de lettres canadiennes comme Robertine Barry, première femme journaliste canadienne-française, dans les milieux littéraires de la capitale. Cette activité le fait surnommer l’Oncle des Canadiens français :
A M. Louis Herbette (1902)
C’est Paris, saluons la grande capitale
Où tout ce qu’on rêva se trouve réuni ;
Où merveille partout sur merveille s’étale,
Antique Eden par l’art sans cesse rajeuni.
Eloignons-nous un peu de la ville centrale;
Et sur ce seuil discret, élégant et béni,
Laissons nos cœurs émus battre la générale :
Nous sommes au dix sept, boulevard Fortuny.
Ici le froment pur ne connaît pas l’ivraie
Sous ce toit, c’est la France, et c’est la France vraie !
C’est la vertu civique à trente-six carats !
On y retrouve à fond nos fraternels usages,
Des cœurs tout grands ouverts et de charmants visages …
Canadiens, entrez tous : l’Oncle vous tend les bras.

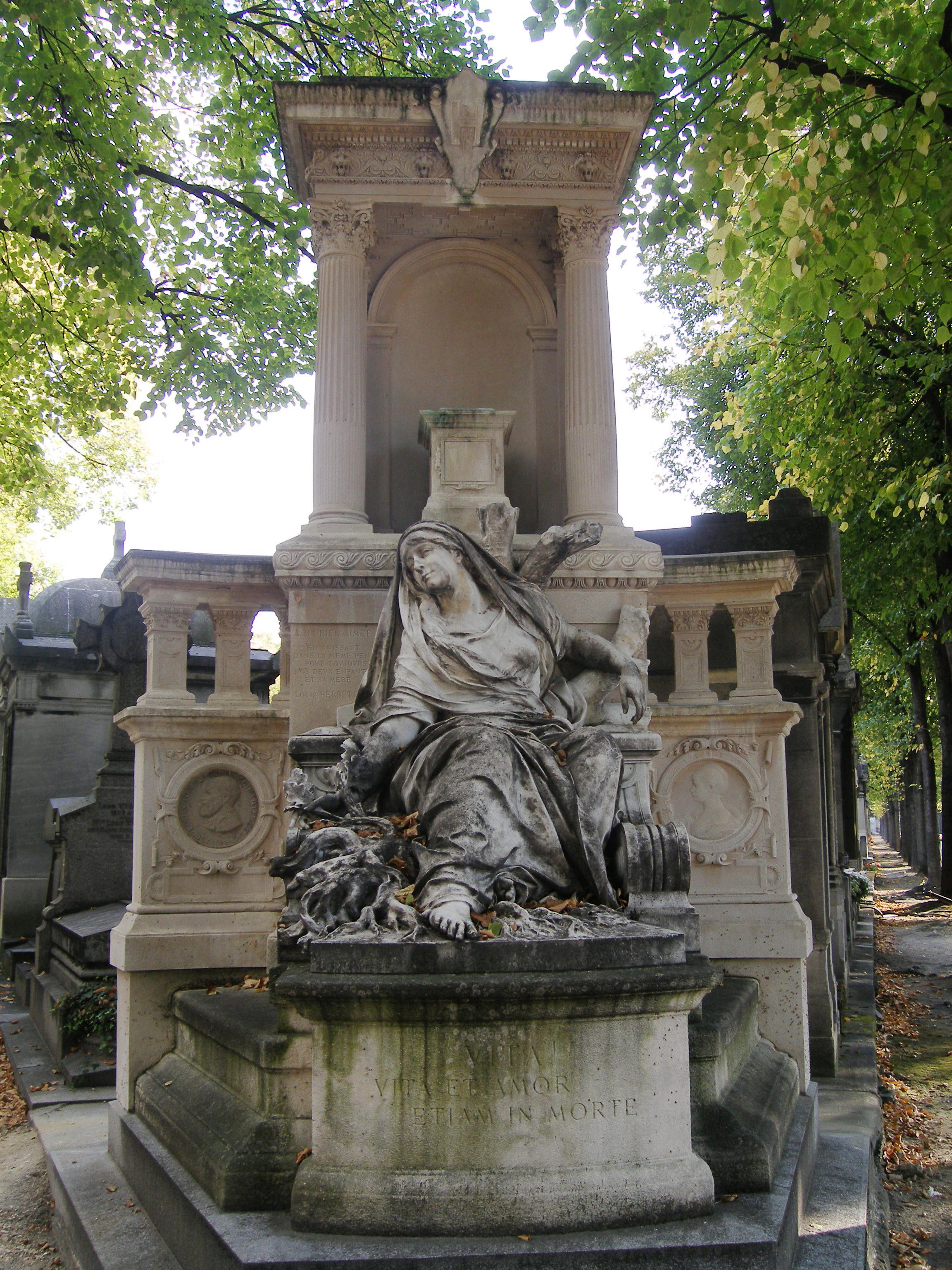
Caveau de la famille Herbette au cimetière du Montparnasse.

En 1901, il donne une conférence à l’Université Laval de Québec et en 1902, préside à la fondation du comité de Montréal de l’Alliance française dont la présidence est confiée à Honoré Beaugrand. La même année, la création de la Ligue de l’enseignement Montréalaise est à l’origine de polémiques dans les milieux catholiques. Dénoncé comme l’instigateur d’une organisation dominée par la Franc-Maçonnerie, il récuse l’accusation de filiation de la ligue montréalaise avec la Ligue de l’enseignent française. En 1904, il préface longuement Les Études de littérature canadienne-française de Charles Ab der Halden. En juillet 1908, Louis Herbette est choisi en compagnie du poète Gustave Zidler et de l’amiral Alfred Jauréguiberry pour représenter la France aux fêtes du troisième centenaire de la fondation de Québec. En raison de la politique jugée anti cléricale de la République française, l’accueil des délégués est mitigé et provoque quelques manifestations anti-françaises.
En 1915, Louis Herbette est victime d’un grave accident. Nommé conseiller d’État honoraire en 1916, il meurt à Paris en 1921, il est inhumé le 21 février au cimetière du Montparnasse. Son tombeau est l'œuvre des sculpteurs Jules Coutan et Léon-Eugène Longepied, et du médailleur Oscar Roty. Il est composé d'un édicule dont la partie supérieure supportée par deux colonnes abrite un vase en bronze d'où sortent des flammes, et d'une statue en marbre adossée à l'édicule, représentant une jeune femme voilée affaissée sur un chêne déraciné.

## Publications

### Études d'histoire et de politique contemporaine
- Vos députés et leurs votes, Armand Le Chevalier éditeur, Paris, 1869
- Nos diplomates et notre diplomatie: Étude sur le ministère Des Affaires Étrangères, Armand Le Chevalier éditeur, Paris, 1874 (brochure préfacée par Ernest Picard et parfois attribuée à Jules Herbette)
- Bonapartisme et Bonapartistes, E. Laffineur éditeur, Beauvais 1875
- Paris en 1870-1871 lettres d'un assiégé́, simples feuillets d'histoire vécue au jour le jour, Presses de la Patrie, Montréal, 1895
- La journée du 4 septembre 1870; notes et impressions d'un témoin, Imprimerie générale M. Bonneville, Montauban, 1896.
- Le 31 octobre 1870, notes et impressions d’un témoin, Lib. De la Nouvelle Revue, Paris 1897 Extrait de la Nouvelle Revue du 15 décembre 1896
- L'entrée des Prussiens dans Paris (mars 1871); notes et impressions d'un témoin. Bureaux de La Nouvelle revue, Paris, 1898 Extrait de la Nouvelle Revue 1897
- Emmanuel Benner, 1836-1896 : en souvenir,  Paris, 1897
- Parcelles de vie, Imp. A. Lanier, Auxerre, 1899 Extrait de la Nouvelle Revue des 15 septembre et 1er octobre 1899

### Études concernant la langue française et le Canada
- Des deux côtés de l'eau, la famille française au Canada et aux États-Unis, Impr. de C. Lamy, Paris, 1900 Extrait de la Nouvelle revue du 1er avril 1900
- La langue et la littérature  française au Canada, la famille française et la nation canadienne : Introduction (pages I à CIV) à : Charles Ab Der Halden Études de littérature canadienne française Éditeur : F.R. de Rudeval, Paris, 1904.

### Textes concernant l'Administration pénitentiaire
L’ouvrage le plus complet de Louis Herbette dans ce domaine est :
- L’œuvre pénitentiaire, études présentées à l'occasion de l'organisation du musée spécial et des expositions de l'administration française. Imp. Administrative, Melun, 1891 (356 p.)

Il signe ou co-signe de nombreux textes administratifs, notamment le Code pénitentiaire (1885 à 1889). Plusieurs de ces textes figurent dans la bibliographie de l’ouvrage de Robert Badinter, La prison républicaine, éd. Fayard 1992 :
- Organisation des services et des établissements pénitentiaire en France, exposé général présenté au ministère de l'intérieur. 1885
- Note sur l'organisation du travail dans les établissements pénitentiaires : et sur les questions qu'elle peut soulever spécialement en ce qui concerne la concurrence à l'industrie libre. 1885
- Notes et observations Éditeur : Paris : Impr. du Journal officiel, 1885.
- Congrès international d'anthropologie criminelle : Paris 1889 : observations et communications
- Règlement spécial applicable aux détenus politiques : rapport à Mr le ministre de l'intérieur. 1890
- Code pénitentiaire, Éditeur : Impr. administrative, Melun 1885-1890.
- Les congrès pénitentiaires internationaux. Le congrès et l'exposition spéciale de Saint-Pétersbourg, juin-juillet 1890; travail et documents présentés au Ministre de l'intérieur
- IVe congrès pénitentiaire international de St. Petersbourg : travaux préparatoires :  1890
- Le congrès et l'exposition spéciale de St. Petersbourg, juin-juillet 1890
- Congrès pénitentiaire internationale de Saint-Pétersbourg. Juin 1890. Exposition spéciale. Section française. Notices indications générale des sujets, documents et objets présentés. 1890
- Questions et services intéressant les mineurs placés sous l'autorité de l'administration pénitentiaire : extraits du code pénitentiaire présentés par M. Louis Herbette : à l'occasion du Congrès international de St. Pétersbourg. 1890

#### AvecAlphonse Bertillon
- Les signalements anthropométriques: méthode nouvelle de détermination de l'identité individuelle, Masson, (conférence commune au congrès international pénitentiaire de Rome) 1886

#### Avec Ch. Lucas
- Exposition spéciale du Ministère de l'intérieur : (établissements, œuvres et services pénitentiaires) ... 1888
- Note sur l'application du système de la libération conditionnelle : années 1885 à 1888. 1888
- Libération conditionnelle des condamnés : extension du système de la libération conditionnelle : fixation du mode d'instruction des demandes ou propositions de mise en liberté. 1888
- Questions budgétaires : note sur les moyens à étudier pour faciliter le contrôle et la gestion des services et établissements en régie l'état : juillet 1888.
- Observations faits et avis à recueillir dans le personnel sur certaines questions d'ordre général concernant notamment l'exécution de la peine des travaux forcés : le transportation et la relégation, l'application du régime d'emprisonnement individuel, la substitution de certaines peines de réclusion aggravée à la peine de mort et aux travaux forcés à perpétuité. 1888
- Participation de l'administration pénitentiaire à l'exposition universelle de 1889 : préparation d'une exposition spéciale. 1888
- Notes et renseignements concernant le travail des détenus : (système de l'entreprise et système de la régie). 1888
- Observations... sur certaines questions concernant... l'exécution de la peine des travaux forcés, la transportation et la relégation... mars 1888.

#### Discours de Louis Herbette commissaire du gouvernement
- Chambre des députés 30 avril 1883 (discussion de la proposition de loi sur les récidivistes)
- Sénat 21 mars 1884 (discussion sur le projet de loi Bérenger sur la libération conditionnelle des condamnés)
- Sénat 19 février 1885 (discussion du projet de loi sur la relégation des récidivistes)
- Chambre des députés 11 mai 1885  (discussion du projet de loi sur la relégation des récidivistes) Imp. Du Journal Officiel.

### Textes administratifs concernant la Loire-Inférieure
- Rapport sur les travaux. 1. 2. 3. Du conseil central d'hygiène publique et de salubrité de la ville de Nantes et du département de la Loire inférieure. Des conseils d'hygiène des arrondissements. Des médecins des épidémies, etc. pendant l'année 1880. Éditeur :  C. Mellinet, Nantes, 1881.
- Projet de règlement général sur les chemins ruraux, présenté au conseil général par M. le préfet de la Loire-Inférieure, 1882.